# Game and Wario
Game and Wario (ゲーム&ワリオ, Gēmu ando Wario) est un jeu vidéo de la franchise Wario développé par Intelligent Systems et Nintendo SPD, et édité par Nintendo sur Wii U.
Le titre propose 16 mini-jeux utilisant le Wii U GamePad. Le jeu est sorti le 28 mars 2013 au Japon, le 23 juin 2013 en Amérique du Nord, le 28 juin 2013 en Europe, et le 29 juin 2013 en Australie. Le jeu devait être vendu en bundle avec la Wii U, mais il fut remplacé par Nintendo Land.